# Jacqueline Siu
Jacqueline Siu (Hong Kong, 8 dicembre 1982) è una cavallerizza hongkonghese. È diventata la prima atleta equestre di Hong Kong a vincere una medaglia d'oro durante i Giochi asiatici del 2018 a Giacarta.

## Vita e carriera
Siu è nata a Hong Kong. Ha iniziato a cavalcare all'età di cinque anni. All'età di 10 anni si è trasferita nel Regno Unito con la famiglia. In Inghilterra, ha continuato la sua carriera di cavallerizza a livello pony, junior e young rider, dove gareggia a livello internazionale per la Gran Bretagna, compresi i campionati europei giovanili. Nel 2005 ha deciso di gareggiare sotto la bandiera di Hong Kong. Siu ha iniziato a gareggiare a livello senior e si è trasferita nei Paesi Bassi per allenarsi con la triplice campionessa olimpica Anky van Grunsven.
Siu ha partecipato a cinque Giochi asiatici. Nel 2018 ha partecipato anche ai campionati mondiali di equitazione di Tryon.
Siu ha anche partecipato ai Campionati mondiali dei giovani cavalli del 2012, diventando così la prima concorrente di Hong Kong.
Attualmente gestisce la propria scuderia a Cotswold, in Inghilterra.

## Riconoscimenti
Siu è stata insignita di una medaglia d'onore durante la cerimonia di premiazione di Hong Kong del 2019.